# Monte Vidon Combatte
Monte Vidon Combatte är en ort och kommun i provinsen Fermo i regionen Marche i Italien. Kommunen hade 426 invånare (2018).